# Casco de Dios
El «casco de Dios» («God helmet», en inglés) es el sobrenombre con que se conoce a un dispositivo experimental ideado por el psicólogo Stanley Coren (1942-) y el neurólogo Michael Persinger (1945-2018) para el estudio de la creatividad y los efectos de la estimulación sutil de los lóbulos temporales.
El casco se ha utilizado en las investigaciones que Persinger ha llevado a cabo en el campo de la neuroteología, el estudio de los correlatos neurales del sentido religioso y espiritual. El aparato, colocado en la cabeza del sujeto experimental, induce pequeños campos magnéticos de oscilaciones muy débiles, y registra sus correspondientes efectos en el cerebro.
Persinger señala que varios sujetos aseguraron haber tenido «experiencias místicas y estados alterados de conciencia» mientras portaban el casco.
Las bases de su teoría han sido objeto de crítica por parte de la prensa científica
y el mundo académico.
Los críticos de los experimentos de Persinger achacan sus resultados a la sugestión de los participantes y a una mala implementación del doble ciego, entre otras razones.
En su defensa, Persinger ha alegado que los estudios del laboratorio sueco que refutaban sus conclusiones estaban técnicamente viciados.
Más recientemente, otros investigadores
han publicado una réplica de un experimento con el casco de Dios.

## El desarrollo
El casco de Dios no fue diseñado específicamente para provocar visiones de Dios, sino para probar varias hipótesis de Persinger sobre la función cerebral. La primera de ellas es la hipótesis de Hemisfericidad Vectorial,
que propone que el sentido humano de sí mismo tiene dos componentes, uno en cada lado del cerebro, normalmente trabajan juntos pero el hemisferio izquierdo es generalmente dominante.
Persinger sostiene que los dos hemisferios hacen diferentes contribuciones al sentido de sí mismo, pero bajo ciertas condiciones pueden aparecer como dos «yoes» separados. Persinger y Coren diseñaron el casco de Dios en un intento de crear condiciones en las que las contribuciones al sentido de sí mismo de los dos hemisferios cerebrales se interrumpen.
La segunda hipótesis experimental sucede cuando se perturba la comunicación entre los sentidos izquierdo y derecho en sí mismos. Según Persinger y Coren, mientras se lleva puesto el casco de Dios, el «yo» subordinado en el hemisferio derecho normalmente se entromete en la conciencia hemisférica izquierda dominante, causando lo que Persinger se refiere como «intrusiones interhemisféricas».
La tercera hipótesis es que «las experiencias de los visitantes» podrían explicarse por tales «intrusiones interhemisféricas» causadas por una interrupción en la hemisfericidad vectorial.
Persinger teoriza que en muchas experiencias paranormales,
la sensación de haber vivido vidas pasadas,
sentir presencias de seres no físicos,
fantasmas,
musas,
y otros «seres espirituales», son ejemplos de intrusiones interhemisféricas.
Los experimentos con el Casco de Dios también estaban destinados, aunque no específicamente diseñados, para validar la idea de que las experiencias religiosas y místicas son producto de la función del lóbulo temporal.

## El dispositivo
Se trata de un casco de motonieve modificado al que se le han incorporado solenoides a la altura de los lóbulos temporales. El dispositivo induce campos magnéticos que Persinger califica de «sutiles pero complejos»
(1 microTesla).
Las sesiones dirigidas por Persinger consisten en dos estimulaciones, administradas en sendas fases consecutivas.
En primer lugar, se aplica una señal sobre el lóbulo temporal derecho; en la segunda fase del procedimiento, se estimulan ambos lóbulos temporales, usando un patrón derivado de la amígdala.
Las sesiones se llevan a cabo con el sujeto alojado en una sala insonorizada.
Esta cámara también actúa como una jaula de Faraday, bloqueando todas las radiaciones y ondas electromagnéticas, exceptuando las propias del campo magnético terrestre.
Ni la tecnología ni los métodos aplicados en estas pruebas sirven para provocar estimulación magnética transcraneana (EMT), que precisa campos magnéticos mucho más intensos que los empleados en el laboratorio de Persinger.

## Experiencias
La mayor parte de los testimonios obtenidos en el laboratorio hablan de una presencia sensible, consistente en la visión de un ángel o de un familiar fallecido. También hay declaraciones de personas que aseguraron haber sentido la presencia de Dios.
Persinger explica que «al menos» el 80 % de los participantes sintió que había alguien más en la habitación.
En la serie documental Horizon, de la BBC (Londres), el científico y divulgador Richard Dawkins declaró no haber sentido ninguna «presencia», aunque sí un ligero «mareo» y alteraciones en su respiración.
Dawkins resume su experiencia con estas palabras: «Básicamente era como estar a oscuras, con un casco en la cabeza y plácidamente relajado».
Persinger atribuye la pobre experiencia de Dawkins a los bajos niveles de sensibilidad de su lóbulo temporal.
Por el contrario, la psicóloga experimental Susan Blackmore declaró: «Cuando fui al laboratorio de Persinger y me sometí a sus pruebas tuve las experiencias más extraordinarias de mi vida… Me sorprendería que todo fuese debido al efecto placebo».